# Vincent Feigenbutz
Vincent Feigenbutz (Karlsruhe, 11 settembre 1995) è un pugile tedesco.
Soprannominato "The KO King", è stato campione mondiale  WBA dei pesi supermedi dal 2015 al 2016.

## Carriera professionale
Vincent Feigenbutz compie il suo debutto da professionista a soli 16 anni il 3 dicembre 2011, sconfiggendo il ceco Zdenek Siroky per KO alla prima ripresa.